# المجلس التنفيذي لأندورا
المجلس التنفيذي لأندورا ( (بالكتالونية: Consell Executiu d'Andorra) هو السلطة التنفيذية الرئيسية لإمارة أندورا.
بموجب دستور عام 1993، يستمر أميرا أندورا الشريكان كرئيسين للدولة، لكن رئيس الحكومة يحتفظ بالسلطة التنفيذية. يخدم الأميران على قدم المساواة مع سلطات محدودة لا تشمل حق النقض على تصرفات الحكومة. يٌمثل كلاهما في أندورا بمندوب، على الرغم من أنه منذ عام 1993، لدى كل من فرنسا وإسبانيا سفارات خاصة بهما. بصفتهما أميرين شريكين، يحتفظ رئيس فرنسا وأسقف أورجيل بالسلطة العليا في الموافقة على جميع المعاهدات الدولية مع فرنسا وإسبانيا، فضلاً عن كل المسائل التي تتعلق بالأمن الداخلي والدفاع والأراضي الأندورية والتمثيل الدبلوماسي و التعاون القضائي أو الجنائي. على الرغم من أن البعض ينظر إلى مؤسسة الحكم الأندورية على أنها مفارقة تاريخية، إلا أن الغالبية تعتبرهم رابطًا مع تقاليد أندورا وطريقة لموازنة قوة جارتين أكبر بكثير لأندورا.
الطريقة التي يتم بها اختيار الأميرين المشاركين تجعل أندورا واحدة من أكثر الدول تميزًا سياسيًا. أحد الأمراء هو الرئيس الفرنسي، حاليًا إيمانويل ماكرون (كان تاريخياً أي رئيس دولة لفرنسا، بما في ذلك ملوك وأباطرة فرنسا). والآخر هو الأسقف الروماني الكاثوليكي الحالي لمدينة لا سو دورجيل الكاتالونية، حاليًا جوزيب لويس سيرانو بينتينات. نظرًا لأن أيًا من الأمراء لا يعيش في أندورا، فإن دورهما يكاد يكون صورياً بالكامل.
بعد الانتخابات البرلمانية الأندورية لعام 2019، تم تعيين الحكومة الجديدة لرئيس الوزراء الجديد في 20 مايو 2019 وأصبحت أول حكومة قائمة على الحزبية في تاريخ الأمة.  

## الأعضاء الحاليين في المجلس التنفيذي
| المنصب                                  | الوزير                     | الحزب | الحزب               | مدة المنصب               |             |
| --------------------------------------- | -------------------------- | ----- | ------------------- | ------------------------ | ----------- |
| رئيس الحكومة                            | كزافييه إسبوت زامورا       |       | ديمقراطيو أندورا    | 16 مايو 2019 - حتى الآن  | [ 4 ]       |
| وزير الرئاسة والاقتصاد والأعمال         | جوردي غالاردو أنا فرنانديز |       | ليبراليو أندورا     | 22 مايو 2019 - حتى الآن  | [ 5 ]       |
| وزير المالية                            | إريك جوفر وكوماس           |       | ديمقراطيو أندورا    | 22 مايو 2019 - حتى الآن  | [ 5 ]       |
| وزير الشؤون الخارجية                    | ماريا أوباخ أنا الخط       |       | ديمقراطيو أندورا    | 17 يوليو 2017 - حتى الآن | [ 6 ] [ 5 ] |
| وزير العدل والداخلية                    | جوزيب ماريا روسيل أنا بونس |       | المواطنون الملتزمون | 22 مايو 2019 - حتى الآن  | [ 5 ]       |
| وزير التنظيم الإقليمي                   | جوردي توريس إي فالكو       |       | ديمقراطيو أندورا    | 1 أبريل 2015 - حتى الآن  | [ 7 ] [ 5 ] |
| وزير الشؤون الاجتماعية والإسكان والشباب | فيكتور فيلوي فرانكو        |       | ليبراليو أندورا     | 22 مايو 2019 - حتى الآن  | [ 5 ]       |
| وزير البيئة والزراعة والاستدامة         | سيلفيا كالفو إي أرمينغول   |       | ديمقراطيو أندورا    | 1 أبريل 2015 - حتى الآن  | [ 7 ] [ 5 ] |
| وزير السياحة                            | فيرونيكا كانالس ريبا       |       | ديمقراطيو أندورا    | 22 مايو 2019 - حتى الآن  | [ 5 ]       |
| وزير الصحة                              | جوان مارتينيز أنا بينازيت  |       | ديمقراطيو أندورا    | 22 مايو 2019 - حتى الآن  | [ 5 ]       |
| وزير التربية والتعليم العالي            | إستر فيلاروبلا والمقاييس   |       | ديمقراطيو أندورا    | 22 مايو 2019 - حتى الآن  | [ 5 ]       |
| وزير الخدمة المدنية وإصلاح الإدارة      | جوديث بالاريس إي كورتيس    |       | ليبراليو أندورا     | 22 مايو 2019 - حتى الآن  | [ 5 ]       |
| وزير الثقافة والرياضة                   | سيلفيا ريفا وغونزاليس      |       | ديمقراطيو أندورا    | 22 مايو 2019 - حتى الآن  | [ 5 ]       |